# Mindszenti-patak
A Mindszenti-patak a Mátrábanban ered, Mátramindszent déli határában, Nógrád vármegyében, mintegy 450 méteres tengerszint feletti magasságban. A patak forrásától kezdve északi irányban halad, majd Nemtinél éri el a Zagyvát.
A Mindszenti-patak vízgazdálkodási szempontból a Zagyva Vízgyűjtő-tervezési alegység működési területét képezi.

## Part menti települések
- Mátramindszent
- Nemti